# Electrovelia
Electrovelia is een geslacht van wantsen uit de familie beeklopers (Veliidae). Het geslacht werd voor het eerst wetenschappelijk beschreven door Andersen in 1998.

## Soorten
Het genus bevat de volgende soort:

- Electrovelia baltica Andersen, 1998